# Lateryt

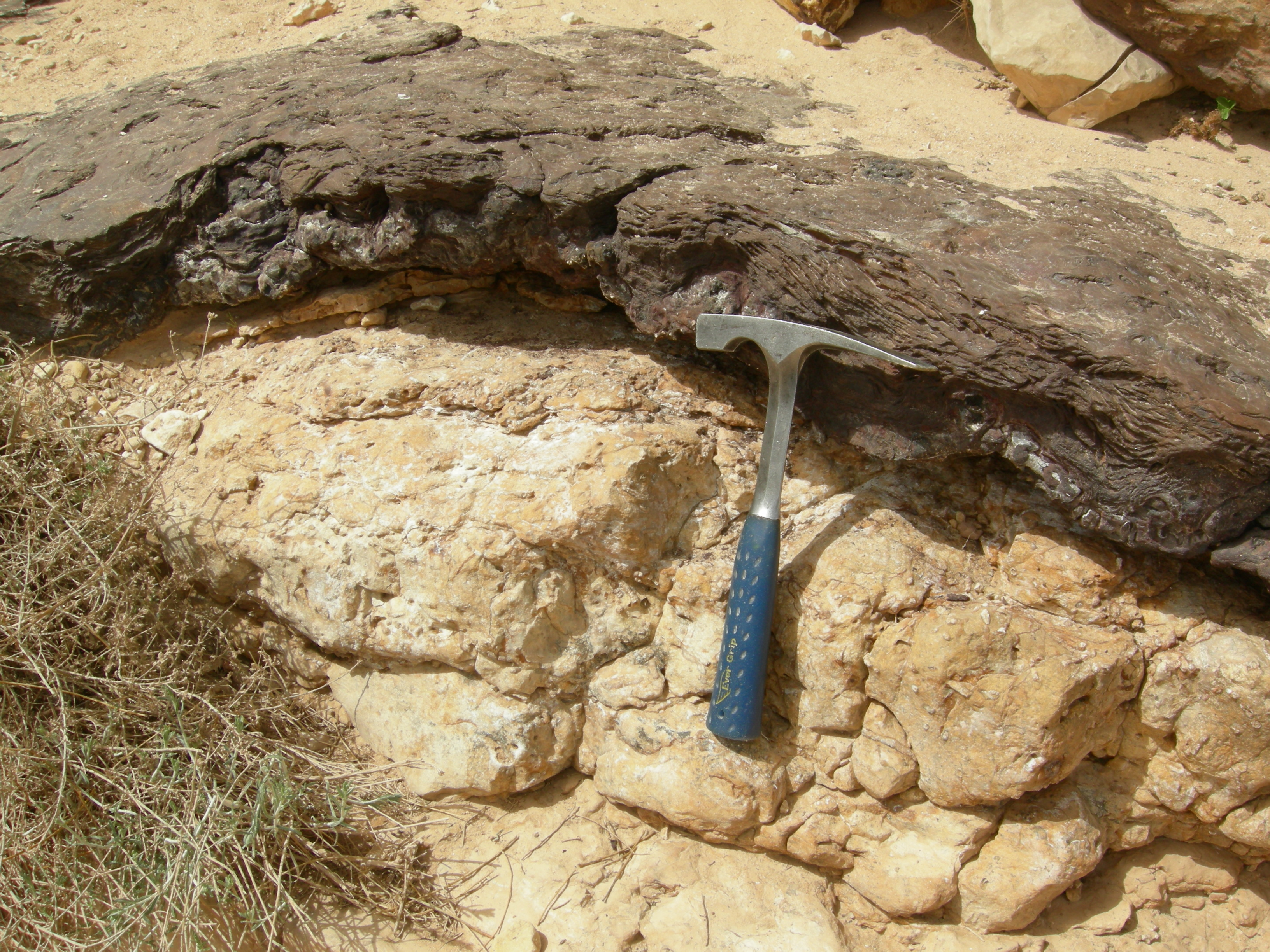

Lateryt – osadowa skała alitowa (produkt laterytyzacji, intensywnego wietrzenia chemicznego skał w klimacie wilgotnym i gorącym).
Lateryt składa się głównie z tlenków żelaza i glinu pozostałych po odprowadzeniu krzemionki i innych składników, wskutek czego ma barwę czerwoną przechodzącą w ciemnobrązową. Lateryty mogą mieć nawet dziesiątki metrów grubości i dużą twardość, zwłaszcza w górnych warstwach, dzięki temu są wykorzystywane w budownictwie. Ze względu na zawartość żelaza, stosowany też jako odżywcze podłoże w akwariach roślinnych.
Lateryty, w zależności od składu chemicznego, mogą być rudą glinu, żelaza, niklu, kobaltu i manganu.